# Barentin
Pour les articles homonymes, voir Barentin (homonymie).
Barentin est une commune française située dans le département de la Seine-Maritime en région Normandie.
C'est la ville-centre d'une agglomération de trois communes, l'unité urbaine de Barentin.

## Géographie

### Localisation
Barentin s'étend sur 1 274 hectares, est située à l'intersection des grands axes routiers qui joignent Paris au Havre et Dieppe à la vallée de la Seine.
Distante de 20 km de Rouen et d'Yvetot (capitale du pays de Caux), c'est une localité qui s'inscrit dans le cadre de la vallée touristique de l'Austreberthe, qui traverse la commune.
| Bouville        | Pavilly  |               |
| Villers-Écalles | Barentin | Fresquiennes  |
|                 | Roumare  | Pissy-Pôville |

### Hydrographie
La commune est située dans le bassin Seine-Normandie. Elle est drainée par l'Austreberthe,.
L'Austreberthe, d'une longueur de 18 km, prend sa source dans la commune de Sainte-Austreberthe et se jette  dans la Seine à Duclair, après avoir traversé sept communes. 

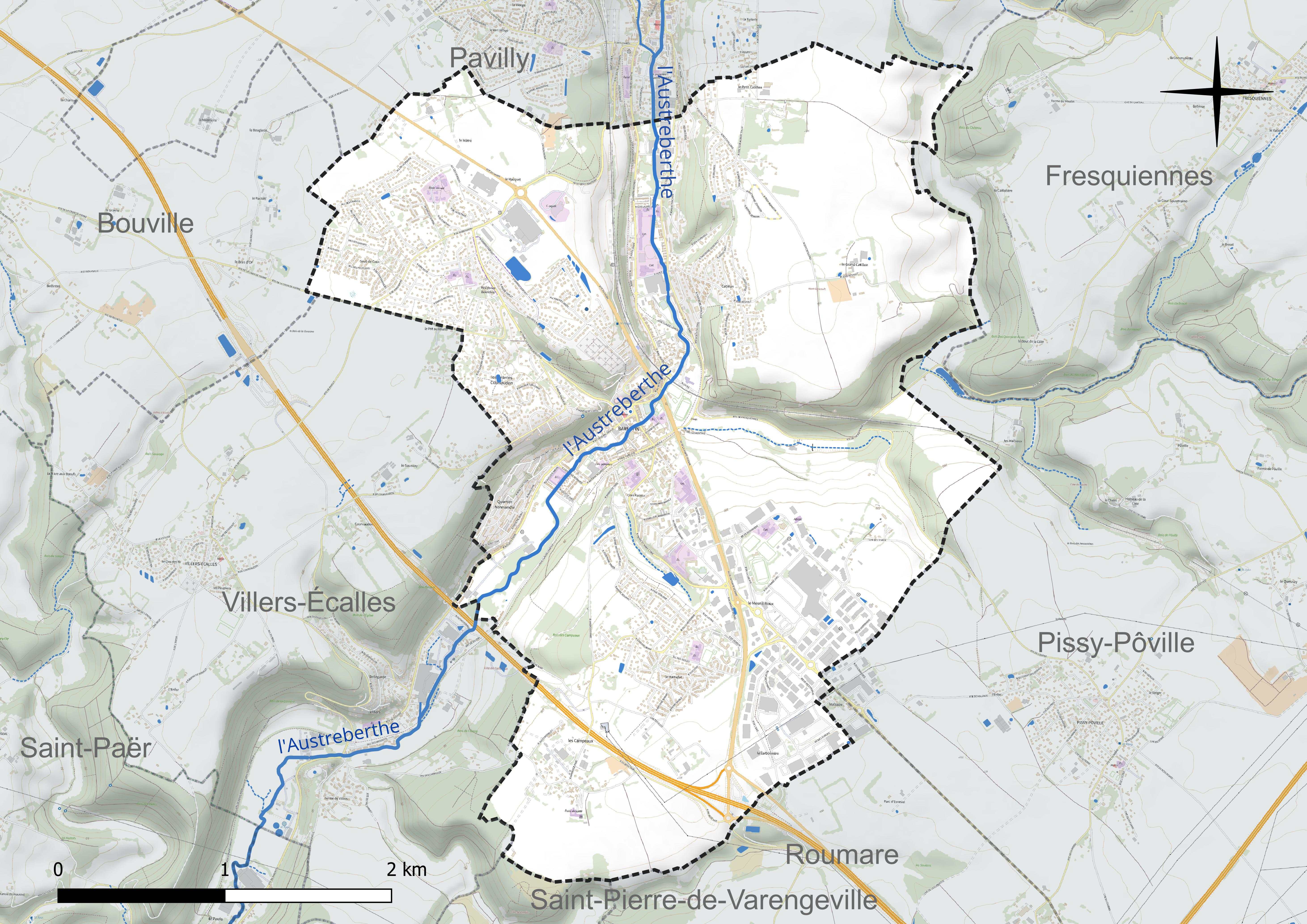
Réseau hydrographique de Barentin.

### Climat
Pour des articles plus généraux, voir Climat de la Normandie et Climat de la Seine-Maritime.
En 2010, le climat de la commune est de type climat océanique altéré, selon une étude du CNRS s'appuyant sur une série de données couvrant la période 1971-2000. En 2020, Météo-France publie une typologie des climats de la France métropolitaine dans laquelle la commune est exposée à un climat océanique et est dans la région climatique Côtes de la Manche orientale, caractérisée par un faible ensoleillement (1 550 h/an) ; forte humidité de l’air (plus de 20 h/jour avec humidité relative > 80 % en hiver), vents forts fréquents. Parallèlement le GIEC normand, un groupe régional d’experts sur le climat, différencie quant à lui, dans une étude de 2020, trois grands types de climats pour la région Normandie, nuancés à une échelle plus fine par les facteurs géographiques locaux. La commune est, selon ce zonage, exposée à un « climat maritime », correspondant au Pays de Caux, frais, humide et pluvieux, légèrement plus frais que dans le Cotentin.
Pour la période 1971-2000, la température annuelle moyenne est de 10,6 °C, avec une amplitude thermique annuelle de 12,8 °C. Le cumul annuel moyen de précipitations est de 814 mm, avec 12,7 jours de précipitations en janvier et 8,1 jours en juillet. Pour la période 1991-2020, la température moyenne annuelle observée sur la station météorologique la plus proche, située sur la commune d'Ectot-lès-Baons à 15 km à vol d'oiseau, est de 10,8 °C et le cumul annuel moyen de précipitations est de 905,5 mm,. Pour l'avenir, les paramètres climatiques de la commune estimés pour 2050 selon différents scénarios d’émission de gaz à effet de serre sont consultables sur un site dédié publié par Météo-France en novembre 2022.

## Urbanisme

### Typologie
Au 1er janvier 2024, Barentin est catégorisée ceinture urbaine, selon la nouvelle grille communale de densité à sept niveaux définie par l'Insee en 2022.
Elle appartient à l'unité urbaine de Barentin, une agglomération intra-départementale regroupant trois  communes, dont elle est ville-centre,,. Par ailleurs la commune fait partie de l'aire d'attraction de Rouen, dont elle est une commune de la couronne,. Cette aire, qui regroupe 317 communes, est catégorisée dans les aires de 200 000 à moins de 700 000 habitants,.

### Voies de communication et transport
Barentin est traversée par l'ancienne RN 15 devenue RD 6015 (axe Rouen-Le Havre). La commune est située à 17 kilomètres au nord-ouest de Rouen accessible par l'A150. Depuis février 2015, l'autoroute contourne la ville par le sud jusqu'à Yvetot via le viaduc de l'Austreberthe.
La gare de Barentin est desservie par les trains de la ligne Rouen - Le Havre du réseau TER Normandie.
La commune est desservie par la ligne de car régional Nomad 526 qui va à Rouen.

## Toponymie
Le nom de la localité est attesté sous les formes Barentinum, Barentini vers 1006, Barentin au XIIIe siècle.
Ce toponyme, repose sur un radical prélatin barant, peut-être gauloise, comme pour Barenton, qui évoque l'eau.

## Histoire
Dès 1006, Barentin se fait connaître et remarquer par ses activités économiques.
Une branche des seigneurs de Barentin donna des personnalités politiques de Jersey au Moyen Âge notamment deux homonymes connus sous le nom de Drouet de Barentin.
En 1846 : effondrement du viaduc de Barentin.
Du Moyen Âge à aujourd'hui, les moulins, les papeteries, les filatures, puis la haute technologie ont marqué le développement de la ville.
Le 13 septembre 1888, la ville reçoit la visite du président Sadi Carnot.
Une vie culturelle locale attractive, son musée dans la rue (exceptionnel en France[réf. nécessaire]), de nombreux magasins, une vaste zone commerciale artisanale et industrielle permettent de recevoir les touristes en toutes saisons.

## Politique et administration

### Rattachements administratifs et électoraux
Rattachements administratifs
La commune se trouve  dans l'arrondissement de Rouen du département de la Seine-Maritime.
Elle faisait partie depuis 1793 du canton de Pavilly. Dans le cadre du redécoupage cantonal de 2014 en France, cette circonscription administrative territoriale a disparu, et le canton n'est plus qu'une circonscription électorale.
Rattachements électoraux
Pour les élections départementales, la commune est depuis 2014  le bureau centralisateur du canton de Barentin
Pour l'élection des députés, elle fait partie de la cinquième circonscription de la Seine-Maritime.

### Intercommunalité
Barentin est membre de la communauté de communes Caux-Austreberthe, un établissement public de coopération intercommunale (EPCI) à fiscalité propre créé en 2012 et auquel la commune a transféré un certain nombre de ses compétences, dans les conditions déterminées par le Code général des collectivités territoriales.

### Tendances politiques et résultats

#### Élections présidentielles
- Élection présidentielle de 2002 : 80,73 % pour Jacques Chirac (RPR), 19,27 % pour Jean-Marie Le Pen (FN), 77,45 % de participation[20].
- Élection présidentielle de 2007 : 56,49 % pour Ségolène Royal (PS), 43,51 % pour Nicolas Sarkozy (UMP), 85,54 % de participation[21].
- Élection présidentielle de 2012 : 62.52 % pour François Hollande (PS), 37,48 % pour Nicolas Sarkozy (UMP), 80,44 % de participation[22].
- Élection présidentielle de 2017 : 53,46 % pour Emmanuel Macron (En marche), 46,54 % pour Marine Lepen (FN), 75.94 % de participation[23].
- Élection présidentielle de 2022 : 51,45 % pour Marine Lepen (FN), 48,55 % pour Emmanuel Macron (En marche), 72.51% de participation[24].

#### Élections municipales
Lors des élections municipales de 2020 dans la Seine-Maritime, une seule liste était présente, celle menée par Christophe Bouillon (PS) — soutenue par le maire sortant — qui a donc été élue dès le premier tour lors d'un scrutin marqué par 70,08 % d'abstention et près de 10 % de votes blancs et nuls. Cette liste est donc élue, avec 33 conseillers municipaux dont 18 conseillers communautaires.

### Liste des maires
| Période                                  | Période                    | Identité                   | Étiquette              | Qualité |
| ---------------------------------------- | -------------------------- | -------------------------- | ---------------------- | --- |
| Les données manquantes sont à compléter. |                            |                            |                        | |
| 1831                                     | 1847                       | Guillaume-Emmanuel Lalizel |                        | Filateur |
| 1847                                     | 1852                       | Louis Mauger               |                        | |
| 1852                                     | 1862                       | Lucien Baudry              |                        | Notaire |
| 1863                                     | 1865                       | Gustave Valmont            |                        | Pharmacien |
| 1865                                     | 1870                       | Jacques Gaillard           |                        | |
| 1870                                     | 1881                       | Louis Leseigneur           |                        | |
| 1881                                     | 1883                       | Charles Damilaville        |                        | Filateur |
| 1887                                     |                            | Brigalant                  |                        | |
| 1888                                     | 1896                       | Louis Leseigneur           |                        | |
| 1896                                     | 1908                       | Auguste Badin              |                        | Industriel Conseiller général de Pavilly (1874 → 1880) Officier de la Légion d'honneur                                                                                             |
| 1908                                     | 1912                       | Julien Neveu               | Rad.                   | Pharmacien |
| 1912                                     |                            | Ernest Gaillon             |                        | |
| Les données manquantes sont à compléter. |                            |                            |                        | |
| 1920                                     | 1944                       | Julien Neveu               | Rad.                   | Pharmacien |
| 1945                                     | 1974                       | André Marie                | Rad.                   | Avocat Député de la Seine-Inférieure (1928 → 1942 et 1945 → 1962) Ministre (1947 → 1949 et 1951 →1954) Président du Conseil (1948 → 1948)                                          |
| 1974                                     | mars 1989                  | Gaston Sanson              | UDF                    | Instituteur |
| mars 1989                                | mai 2020                   | Michel Bentot              | PRG puis MR            | Instituteur retraité Conseiller général de Pavilly (1992 → 1998) Président de la CC Caux-Austreberthe (2012 → 2020)                                                                |
| mai 2020,                                | En cours (au 10 août 2020) | Christophe Bouillon        | PS puis sans étiquette | Député de la Seine-Maritime (5e circ.) (2007 → 2020) Conseiller départemental de Barentin (2015 → ) Maire de Canteleu (2001 → 2014) Président de la CC Caux-Austreberthe (2020 → ) |

### Jumelages
Barentin est jumelée avec :
- Castiglione delle Stiviere ;
- Warendorf ;
- Petersfield.

## Équipements et services publics

### Espaces publics
La commune est classée « trois fleurs » au concours des villes et villages fleuris.

### Enseignement
- André Marie a créé le collège André-Marie[28] au Mesnil-Roux.
- Collège Catherine-Bernard (anciennement annexe du lycée Thomas-Corneille).
- Lycée d'enseignement général Thomas-Corneille.
- Lycée professionnel Auguste-Bartholdi.

### Santé
La ville comporte de nombreux services médicaux. D'abord, l'hôpital et la maison de retraite, en centre-ville, ainsi qu'un centre de convalescence aux Campeaux, quartier de Barentin, situé à côté du Hamelet. Enfin, la ville accueille plusieurs médecins (comme sept dentistes, en centre-ville). La plupart sont regroupés dans un centre médical spécialisé (le centre médical Aristide-Briand), au niveau de la zone commerciale. On y trouve un ophtalmologiste, une orthoptiste, un dermatologue, cardiologue, des ORL... Et plus haut, un nouveau cabinet s'est ouvert, avec des médecins généralistes, spécialistes et une diététicienne.

## Population et société

### Démographie
L'évolution du nombre d'habitants est connue à travers les recensements de la population effectués dans la commune depuis 1793. Pour les communes de plus de 10 000 habitants les recensements ont lieu chaque année à la suite d'une enquête par sondage auprès d'un échantillon d'adresses représentant 8 % de leurs logements, contrairement aux autres communes qui ont un recensement réel tous les cinq ans,.

En 2022, la commune comptait 12 227 habitants, en évolution de +1,38 % par rapport à 2016 (Seine-Maritime : +0,35 %, France hors Mayotte : +2,11 %).
| 1793  | 1800  | 1806  | 1821  | 1831  | 1836  | 1841  | 1846  | 1851  |
| ----- | ----- | ----- | ----- | ----- | ----- | ----- | ----- | ----- |
| 1 510 | 1 900 | 1 859 | 1 438 | 1 788 | 2 164 | 2 502 | 3 018 | 3 073 |

| 1856  | 1861  | 1866  | 1872  | 1876  | 1881  | 1886  | 1891  | 1896  |
| ----- | ----- | ----- | ----- | ----- | ----- | ----- | ----- | ----- |
| 2 671 | 3 072 | 3 290 | 2 729 | 3 172 | 3 743 | 4 275 | 4 418 | 5 082 |

| 1901  | 1906  | 1911  | 1921  | 1926  | 1931  | 1936  | 1946  | 1954  |
| ----- | ----- | ----- | ----- | ----- | ----- | ----- | ----- | ----- |
| 5 570 | 6 039 | 6 201 | 6 299 | 6 251 | 5 989 | 5 490 | 5 279 | 6 371 |

| 1962  | 1968  | 1975   | 1982   | 1990   | 1999   | 2006   | 2011   | 2016   |
| ----- | ----- | ------ | ------ | ------ | ------ | ------ | ------ | ------ |
| 7 962 | 9 790 | 10 773 | 12 364 | 12 721 | 12 836 | 12 208 | 12 239 | 12 061 |

| 2021   | 2022   | - | - | - | - | - | - | - |
| ------ | ------ | - | - | - | - | - | - | - |
| 12 154 | 12 227 | - | - | - | - | - | - | - |

### Manifestations culturelles et festivités
- Théâtre Montdory.
- Salle Léo-Lagrange.

### Sports et loisirs
Le site de la mairie communique les informations suivantes :

#### Athlétisme
- Athlétic Club de Barentin : A.C.B ;

#### Badminton
- Barentin Badminton Club : BBC créateur et président entraîneur encore actuellement et depuis 1962 : Bernard Lechalupe. C'est lui qui a découvert et entrainé Ghislaine Auzou (Pichard), sept fois championne de France.

#### Pétanque
- La Boule Barentinoise ;

#### Boxe
- Boxing Club Barentinois ;

#### Football
- Football Club Barentinois ;

#### Hockey sur gazon
- Hockey Club Barentin : club évoluant en National 1

#### Rugby
- Rugby Club de Barentin : créé en 1978 ;

#### Football Américain
- Les Crazy Bees : équipe de Flag +17 ans, engagée en championnat National Flag +17 ans depuis 2010 (10e de la poule Nord en 2012-2013[32], 6e en finale de la coupe de France 2014 masculine ). L'équipe +17ans des Crazy Bees fut invaincue dans le championnat de D2 lors de la saison 2014-2015 et jouera en D1 pour la saison 2015-2016. Les Crazy Bees possède également une équipe -11/-13 ans,
- Les Killer Bees : équipe de football américain engagé dans le championnat de Normandie de Football Américain depuis 2013.

### Médias
- Journaux : 
  - Paris Normandie ;
  - Le Courrier cauchois.

## Économie

### Entreprises et commerces
- Centre commercial du Mesnil Roux.
- Tecumseh Europe, fabrication de compresseurs hermétiques et de groupes de condensation à air (anciennement usine de construction de moteurs électriques créée par le Barentinois Lucien Claret). L'usine de 1956, visible de la route du Havre, est labellisée architecture contemporaine remarquable[33].
- Gardy (Schneider Electric).

## Culture locale et patrimoine

### Lieux et monuments

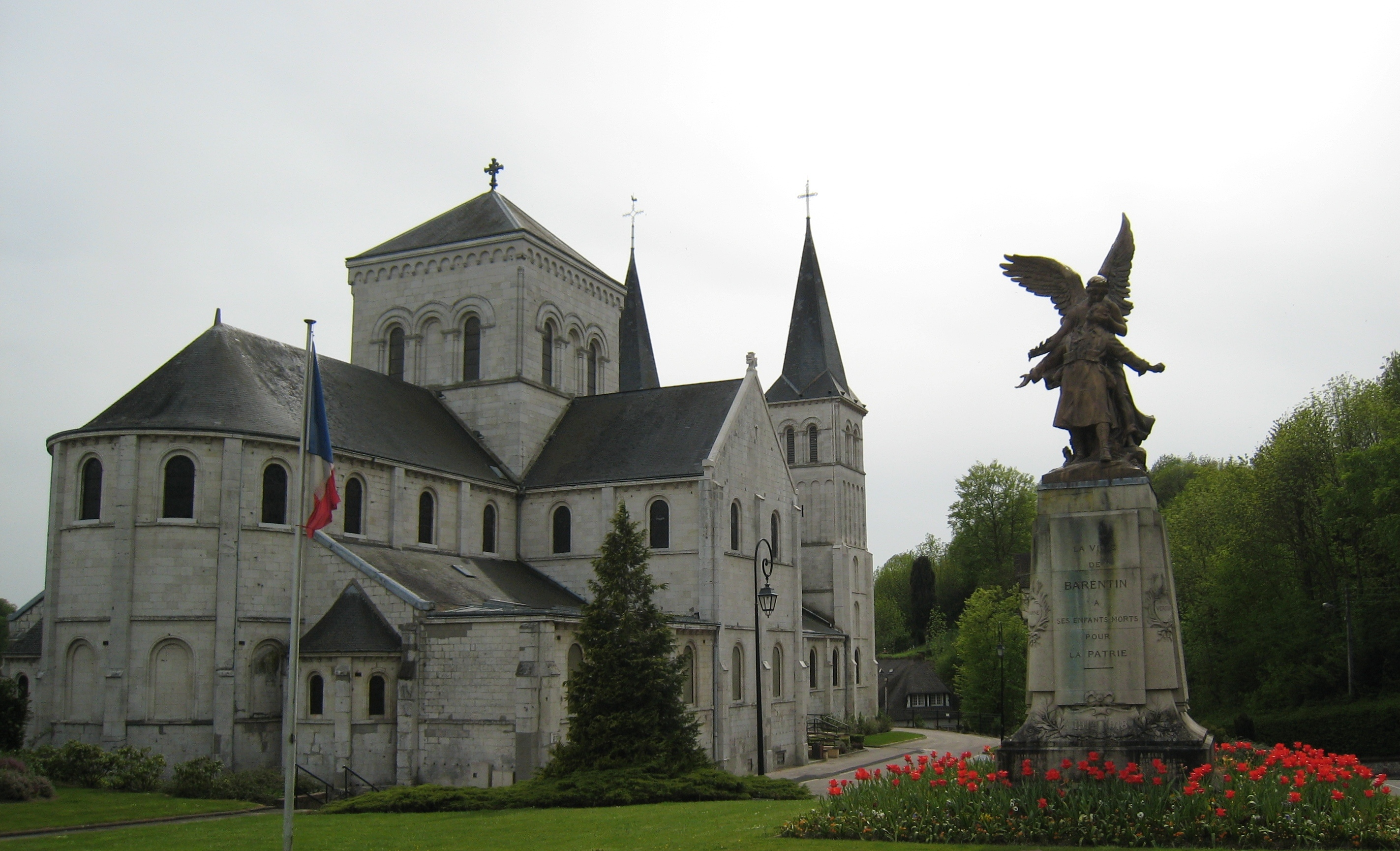
Église Saint-Martin.

- L'église Saint-Martin, vaste construction romane a été édifiée entre 1855 et 1860. Elle est construite d'après les plans de Désiré Martin et du chanoine Charles Robert, architecte du diocèse de Rouen. De style néoroman, elle fait référence à l'abbatiale Saint-Georges de Boscherville. L'intérieur d'une extrême sobriété, comporte de simples voûtes sur croisées d'ogives et des arêtes sur arcs boutés. Les verrières d'origine, posées en 1856, ont été presque totalement détruites en 1944. Les panneaux actuels ont été réalisés par François Lorin, d'après des dessins de Georges Mirianon. L'un des vitraux de la façade représente le premier blason de la ville de Barentin[34].
- La chapelle Saint-Hélier, date du XVIe siècle, suivant la légende, le pape Clément VI, ancien archevêque de Rouen, ayant vendu une partie de Barentin, en réserva la jouissance viagère à ses deux nièces. Elles y auraient fondé un couvent de femmes, dont la chapelle Saint-Hélier aurait été l'oratoire[35]. En réalité, il s'agit de l'ancienne chapelle du château seigneurial de Barentin détruit durant la guerre de Cent Ans, elle est bâtie selon un assemblage en damier de pierre blanche et silex. Son chevet remonte vraisemblablement au XIVe siècle ; le reste de l'édifice date du XVIe siècle. Le fief de Saint-Hélier devint la possession des Clémentins au milieu du XIVe siècle. Il appartient ensuite aux seigneurs de Pôville, au chevalier de Bardouville et à la famille d'Esneval. Au début du XXe siècle, le saint est célébré le 16 juillet par un pèlerinage[34].
- L'hôtel de ville, construit entre 1901 et 1906, est dû à l'architecte rouennais Georges Bourienne.
- Sur la place de la Libération, a été ré-édifiée une fontaine attribuée à Guillaume Coustou.
- Le théâtre Montdory, inauguré en 1959, est de l'architecte Michel Percheron. Les glaces et les peintures visibles dans l'escalier, proviennent du transatlantique Liberté.

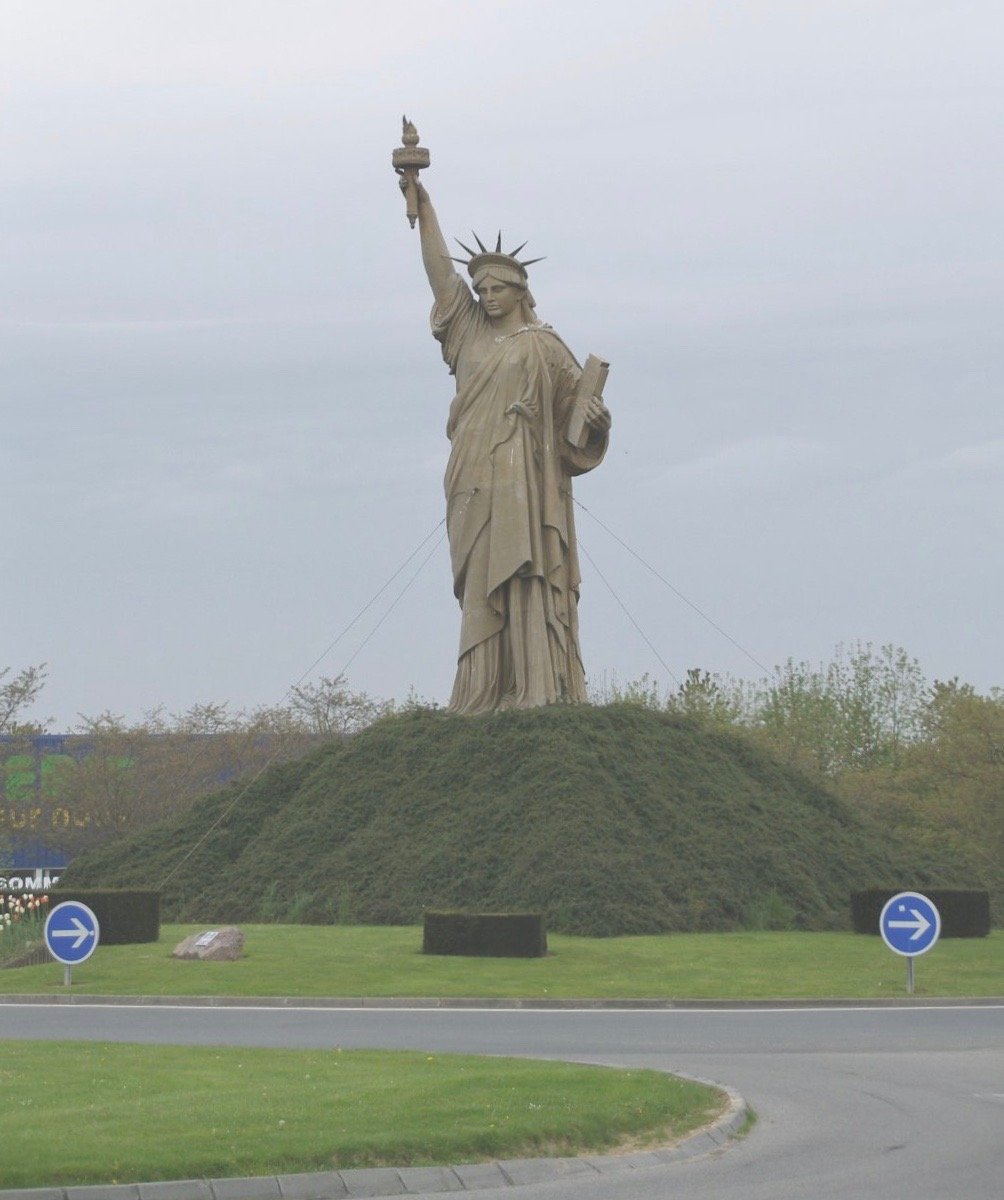
Réplique de la statue de la Liberté à Barentin.

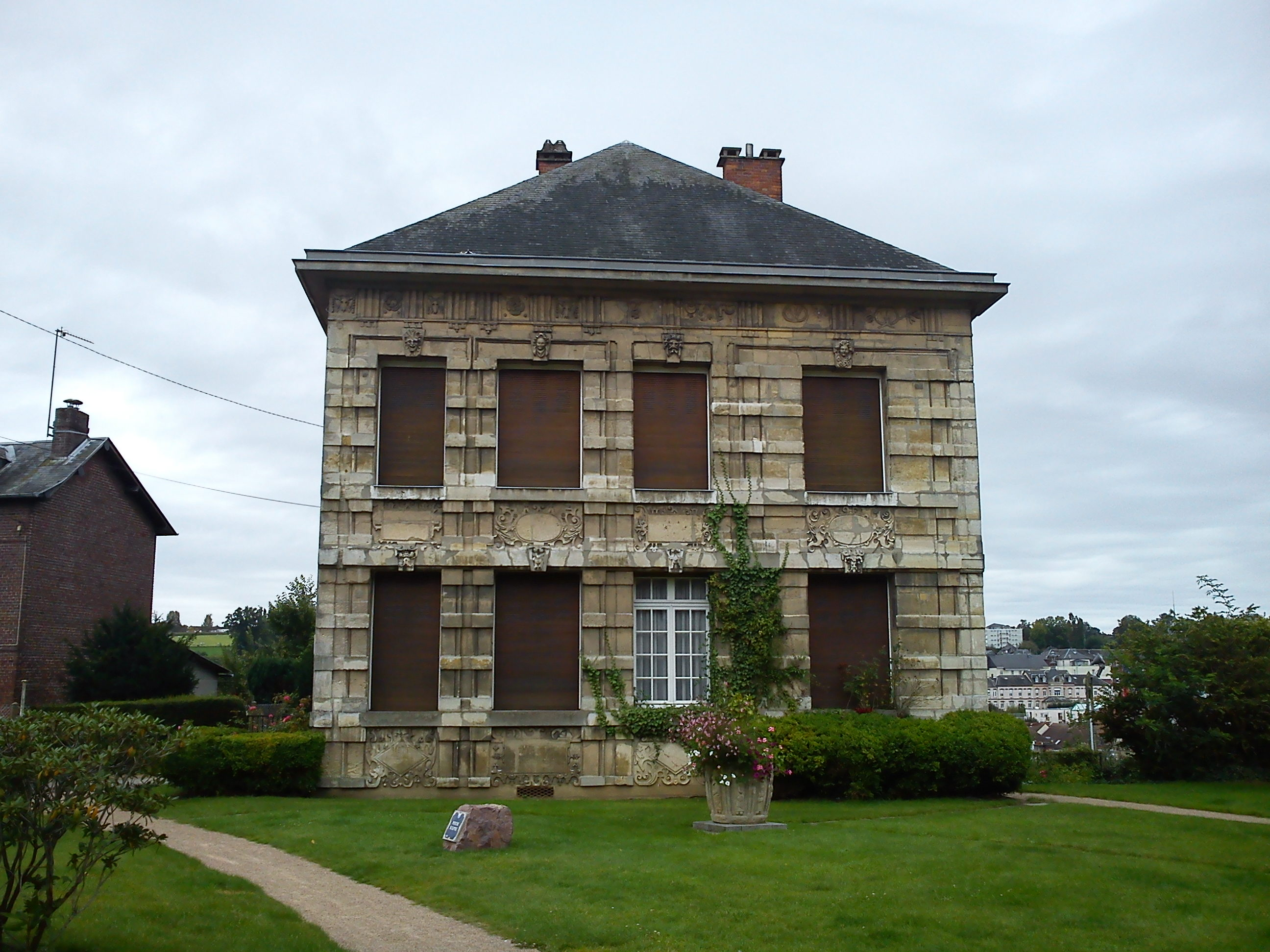
Le presbytère de Barentin.

- L'un des ouvrages les plus visibles est le viaduc ferroviaire sur la ligne Paris - Le Havre, conçu par l'ingénieur Joseph Locke. Ce viaduc (haut de 33 mètres et long de 480 mètres) permet de traverser l'Austreberthe et sa vallée.
- La municipalité de Barentin a poursuivi la création du « Musée dans la Ville », programme original d'installation de statues en de nombreux points de la ville réalisé par André Marie. Elle revendique le titre de ville aux cent statues, en fait on peut y voir 160 statues. La plus célèbre est une réplique de la statue de la Liberté de 13,5 mètres de hauteur, réalisée en polyester créée à l'origine pour le film Le Cerveau et offerte à la ville par Gérard Oury. Des œuvres de Paul Belmondo, Antoine Bourdelle, Auguste Rodin, embellissent ainsi la ville.
- Le théâtre de Verdure, anciennement « Tuileries-Courvaudon » : y ont été remontées dix-sept colonnes provenant du palais des Tuileries, incendié en 1871[36]. Elles avaient d'abord orné le parc du domaine du couturier Charles Frederick Worth à Suresnes (Hauts-de-Seine), détruit pour laisser place à l'hôpital Foch dans les années 1930. Elles restent alors dans les jardins de l'hôpital. Le maire de Barentin André Marie les rachète à la fondation Foch en 1956 et fait aménager ce théâtre en plein air. Les colonnes entourent une scène de 20 mètres d'ouverture, tandis que six autres venues d'Antibes indiquent avec une statue l'entrée du parc du théâtre. De 1956 à 1975, il accueille le festival Pierre et Thomas Corneille puis un festival de rock. La représentation inaugurale a lieu le 22 juin 1957, avec la pièce Le Cid, devant 3000 personnes. Sur les dix-sept colonnes initialement installées à Barentin, seulement cinq sont restaurées et ré-installées en 2011 dans le théâtre de Verdure[37]. Trois autres sont placées à l'entrée du parc et les gradins en pierre sont remplacés par de la pelouse. Certaines parties dégradées des colonnes (fûts, chapiteaux) ont été copiées à l'identique lors de la restauration et les originaux détruits[38].

### Personnalités liées à la commune
- Drouet de Barentin, est le patronyme de deux notables de Jersey issus de la même famille de la noblesse normande originaire du village de Barentin près de Rouen. Le plus ancien des deux Drouet de Barentin fut le premier bailli de Jersey et vécut au XIIIe siècle ; le second vécut au XIVe siècle et fut gardien de l'île de Jersey.
- Auguste Badin (1830-1917), industriel, maire de Barentin de 1881 à 1908.
- Émile Duboc (1852-1935), commandant, héros du combat de Shipu, né à Barentin.
- André Marie (1897-1974), homme politique élu maire de Barentin de 1945 à 1974.
- Père Jacques (1900-1945), prêtre catholique, résistant, né à Barentin, ayant caché des enfants israélites au collège d'Avon, déporté à Mauthausen et mort après la libération du camp, honoré au mémorial Yad Vashem comme « Juste parmi les Nations » (dont l'histoire a été présentée dans le film Au revoir les enfants de Louis Malle)
- Odile Pierre (1932-2020), organiste internationale, y a passé sa jeunesse et commencé sa carrière aux orgues de l'église Saint-Martin.
- Abdel-Kader Chékhémani, athlète né à Barentin.
- Jacques Mauger, tromboniste né à Barentin.
- Nilda Fernández (1957-2019), auteur-compositeur-interprète, y a été professeur d'espagnol. Il a d'ailleurs enregistré une chanson dénommée 76 360 où il fait une description peu flatteuse de la ville.
- Pierre Le Gall, photographe, y a été professeur de philosophie.
- Pat O'May, guitariste, chanteur.
- Aurélien Bellanger, écrivain français.
- Françoise Mabille, première femme sapeur-pompier en France.

### Héraldique
| Armes de Barentin | Les armes de la commune de Barentin se blasonnent ainsi : D'azur au viaduc de trois arches et deux demies d’argent maçonné de sable, mouvant des flancs, surmonté de trois abeilles d’or rangées en chef. |